# Saint-Étienne-sur-Blesle
Saint-Étienne-sur-Blesle – miejscowość i gmina we Francji, w regionie Owernia-Rodan-Alpy, w departamencie Górna Loara.
Według danych na rok 1990 gminę zamieszkiwało 79 osób, a gęstość zaludnienia wynosiła 4 osoby/km² (wśród 1310 gmin Owernii Saint-Étienne-sur-Blesle plasuje się na 761. miejscu pod względem liczby ludności, natomiast pod względem powierzchni na miejscu 457.).